# Кінгвуд (Західна Вірджинія)
Кінгвуд (англ. Kingwood) — місто (англ. city) в США, в окрузі Престон штату Західна Вірджинія. Населення — 2980 осіб (2020).

## Географія
Кінгвуд розташований за координатами 39°28′19″ пн. ш. 79°40′56″ зх. д. / 39.47194° пн. ш. 79.68222° зх. д. (39.471956, -79.682257).  За даними Бюро перепису населення США в 2010 році місто мало площу 6,29 км², уся площа — суходіл.

## Демографія
Згідно з переписом 2010 року, у місті мешкало 2939 осіб у 1291 домогосподарстві у складі 818 родин. Густота населення становила 467 осіб/км².  Було 1454 помешкання (231/км²).
Расовий склад населення:
| - 97,3 % — білих - 0,9 % — чорних або афроамериканців - 0,5 % — азіатів - 0,1 % — корінних американців |

До двох чи більше рас належало 1,0 %. Частка іспаномовних становила 0,5 % від усіх жителів.
За віковим діапазоном населення розподілялося таким чином: 19,6 % — особи молодші 18 років, 60,5 % — особи у віці 18—64 років, 19,9 % — особи у віці 65 років та старші. Медіана віку мешканця становила 43,8 року. На 100 осіб жіночої статі у місті припадало 88,0 чоловіків;  на 100 жінок у віці від 18 років та старших — 83,7 чоловіків також старших 18 років.
Середній дохід на одне домашнє господарство  становив 57 656 доларів США (медіана — 44 886), а середній дохід на одну сім'ю — 71 647 доларів (медіана — 58 000). Медіана доходів становила 49 643 долари для чоловіків та 24 803 долари для жінок. За межею бідності перебувало 15,5 % осіб, у тому числі 18,2 % дітей у віці до 18 років та 6,1 % осіб у віці 65 років та старших.
Цивільне працевлаштоване населення становило 1270 осіб. Основні галузі зайнятості: освіта, охорона здоров'я та соціальна допомога — 29,9 %, роздрібна торгівля — 13,5 %, сільське господарство, лісництво, риболовля — 10,6 %, науковці, спеціалісти, менеджери — 10,2 %.